# I. e. 113
Évszázadok: i. e. 3. század – i. e. 2. század – i. e. 1. század
Évtizedek: i. e. 160-as évek – i. e. 150-es évek – i. e. 140-es évek – i. e. 130-as évek – i. e. 120-as évek – i. e. 110-es évek – i. e. 100-as évek – i. e. 90-es évek – i. e. 80-as évek – i. e. 70-es évek – i. e. 60-as évek
Évek: i. e. 118 – i. e. 117 – i. e. 116 – i. e. 115 –  i. e. 114 – i. e. 113 – i. e. 112 – i. e. 111 – i. e. 110 – i. e. 109 – i. e. 108

## Események

### Róma
- Cnaeus Papirius Carbót és Caius Caecilius Metellus Caprariust választják consulnak. Metellus Caprariust Macedoniában legyőzi a scordiscusokat.
- A dél felé vándorló germán kimberek és teutonok átkelnek a Dunán. A mai Ausztria területén élő gall tauriscusok segítséget kérnek Rómától. Papirius Carbo felszólítja a kimbereket a visszavonulásra. A germánok hátrányban érzik magukat és engedelmeskednek, de a consul megpróbálja csapdába csalni őket, amit azok felfedeznek és az elkövetkező noreiai csatában súlyos vereséget mérnek a rómaiakra. Elkezdődik a kimber háború.

### Észak-Afrika
- Jugurtha, Nyugat-Numídia királya megtámadja a keleti országrész urát, Adherbalt és a római szenátus küldöttségének közbenjárása ellenére ostrom alá veszi a fővárosában, Cirtában.

### Hellenisztikus birodalmak
- A nagykorúvá vált VI. Mithridatész pontoszi király visszatér száműzetéséből, elfogja és bebörtönzi öccsét, Mithridatész Hrésztoszt és anyját, Laodikét és elfoglalja a trónt.
- A pártusok elveszik a kelet-szíriai Dura-Európoszt a Szeleukida Birodalomtól

## Halálozások
- Decimus Junius Brutus Callaicus, római consul

## Fordítás
- Ez a szócikk részben vagy egészben  a(z)   113 av. J.-C. című francia Wikipédia-szócikk ezen változatának fordításán alapul.  Az eredeti cikk szerkesztőit annak laptörténete sorolja fel. Ez a jelzés csupán a megfogalmazás eredetét és a szerzői jogokat jelzi, nem szolgál a cikkben szereplő információk forrásmegjelöléseként.